# Partia Rosyjska
Partia Rosyjska (łot. Krievu Partija, KP; ros. Русская Партия) – łotewska partia polityczna reprezentująca interesy mieszkających na Łotwie Rosjan, istniejąca w latach 1995–2007. 

## Historia
Została założona w 1995 na bazie Łotewskiego Związku Towarzystw Rosyjskich przez byłego deputowanego do Rady Najwyższej Łotewskiej SRR Michaiła Gawriłowa, który został jej długoletnim przewodniczącym. W wyborach samorządowych w 1997 uzyskała dwa mandaty w Radzie Miejskiej Rygi, a w roku do Rady wszedł jej lider. Od 1998 do 2001 partia wchodziła w skład koalicji O Prawa Człowieka w Zjednoczonej Łotwie. W wyborach do Sejmu VIII kadencji w 2002 ugrupowanie startowało samodzielnie uzyskując 0,5% głosów. W 2005 Michaił Gawriłow ponownie znalazł się w Radzie Miejskiej Rygi, tym razem wybrany z list bloku wyborczego "Dzimtene". W 2009 uzyskał mandat jako kandysdat LPP/LC. W 2007 doszło do zjednoczenia Partii Rosyjskiej z Pierwszą Partią Łotwy, a Gawriłow został jej prezesem w Rydze. 

## Program
Partia kierowała swój program do ludności rosyjskiej i słowiańskiej. Opowiadała się za zagwarantowaniem jej praw w demokratycznym państwie łotewskim, które miało współpracować zarówno z Rosją, jak i państwami Zachodu. Partia sprzeciwiała się członkostwu Łotwy w NATO i Unii Europejskiej, opowiadając się za demilitaryzacją i neutralizacją Łotwy. Szczególną wagę przywiązywała do kwestii edukacji, którą ludność rosyjska powinna otrzymywać w szkołach finansowanych przez państwo (gdzie byłaby również nauczana religia prawosławna). Partia domagała się uznania dwujęzyczności Łotwy oraz prawa do pielęgnowania języka rosyjskiego w poszczególnych regionach państwa. Domagała się przyznania obywatelstwa wszystkim stałym mieszkańcom Łotwy do 2003. Odwoływała się do chrześcijańskiego systemu wartości, promując politykę prorodzinną. 